# イタヤ
イタヤ（Itaya amicorum）とは、南アメリカ大陸北東部を原産とする、扇のような形状の葉を持ったヤシの一種。イタヤ属は単形である。

## 形態

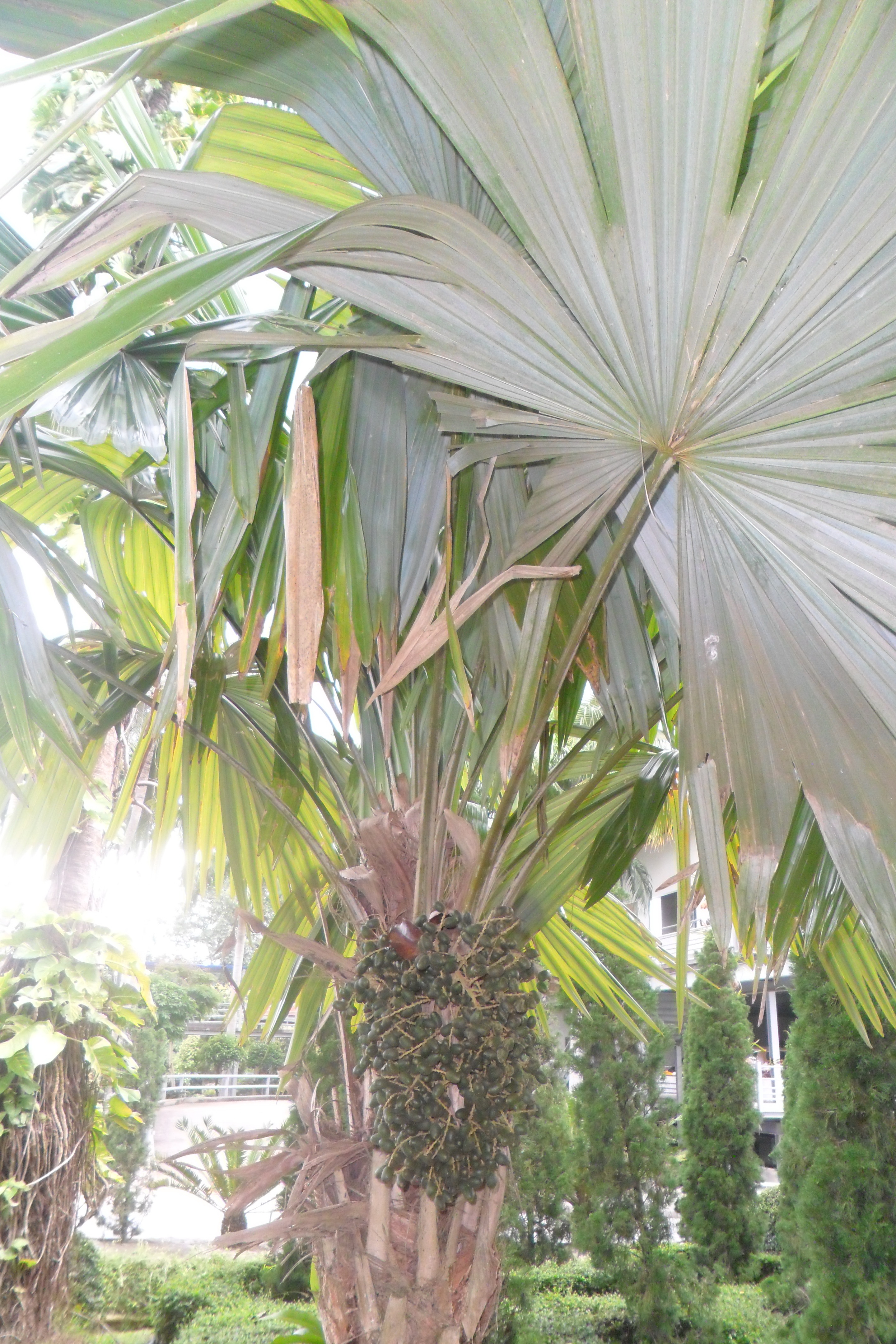
実を付けたイタヤ。また、葉の表と比べて、葉の裏側が白っぽいことも見て取れる。

茎（一見すると幹に見える部分）の太さは、9cmから10cmくらい、茎の長さは、だいたい4mくらいというのが標準的な大きさである。また、この茎から長い葉柄が伸びていて、11枚から25枚の扇のような形状の葉を生やしている。なお、1枚の葉の大きさは、だいたい2mくらいであるものの、一枚板のような葉ではなく、10個から16個くらいの細い隙間（切れ込み）が見られる。これらの特徴は、扇のような形状の葉を持ったヤシとしては、中間的な大きさの種類に当たる。なお、葉の表側は緑色をしているのに対して、裏側は白っぽい色、または、銀灰色をしている。
雌雄同株であり、また多回結実性

である。花は白っぽい色をしている。そして実は黄緑色をしており、大きさはだいたい長さ2cmから2.5cmほど、幅1.5cmから2cmほどの楕円形である。

## 分布域と絶滅の可能性について
原産地は南アメリカ大陸北東部、アマゾン川流域の西端である。イタヤ属は単型であり、イタヤ属には本種しか属していない。
本種は1972年に、ペルーのイタヤ川沿岸で（Rio Itaya）初めて採集され、同年にHarold E. Mooreによって記載された。当初、イタヤの分布域は、ちょうどブラジルとコロンビアとペルーが国境を接する付近のみという、ごく狭い範囲に限られていると思われていた。その分布域の狭さから、当初は絶滅が心配されたこともあった。しかし、1995年現在では、当初考えられていた範囲よりも広範囲に分布していたことが判明した。ただし、2013年2月現在、レッドリストにおいては「情報不足（Data Deficient）」、つまり、絶滅の危険があるかどうかを判断できるだけの情報が集まっていない種であると分類されている。このように、2013年現在においても、本当にイタヤに絶滅の心配がないのかどうかは、よく判っていない。

## 利用
葉は建物の屋根の材料として使用されていたこともあった。また、これはあまり確かな情報ではないものの、アマゾン川流域に住んでいた先住民のミラニャ族は、茎（幹のように見える部分）を燃やすことによって、食塩を得ていたようだという言い伝えが存在している。